# 22611 Galerkin
22611 Galerkin este o planetă minoră (asteroid), cu un diametru de , din centura de asteroizi. A fost descoperită pe 17 mai 1998 la Prescott Observatory⁠(d) de Paul G. Comba⁠(d) și a fost numită după Galiorkin, Boris Grigorievici⁠(d). 
Obiectul prezintă o orbită caracterizată de o semiaxă mare de 2,5409667 UAi, o excentricitate de 0,13, o înclinație de 0,99763 ° în raport cu ecliptica.